# Rijnsburgerpoort

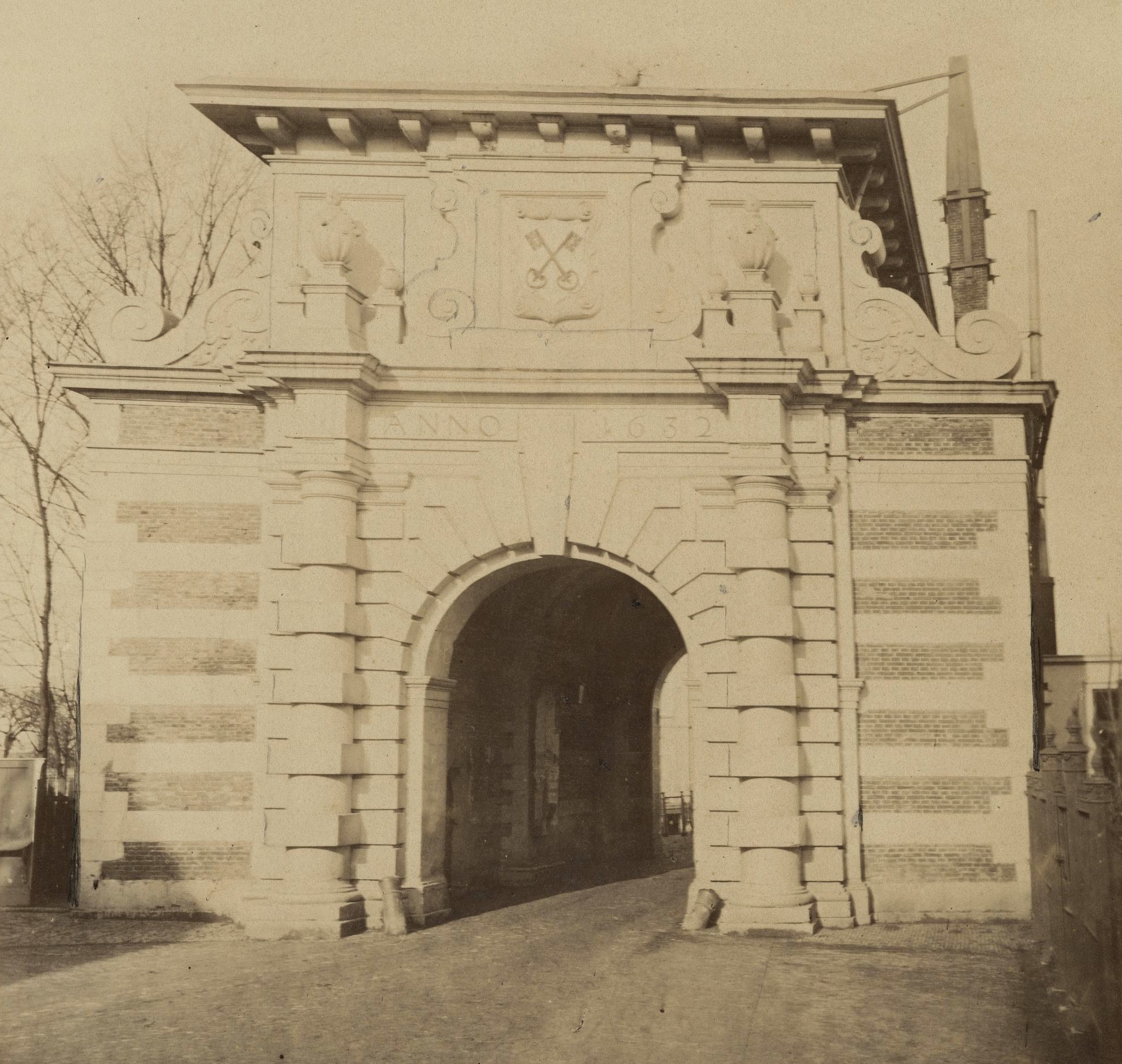
Foto van de Rijnsburgerpoort vanaf de stadszijde, kort voor de sloop genomen door Jan Goedeljee.

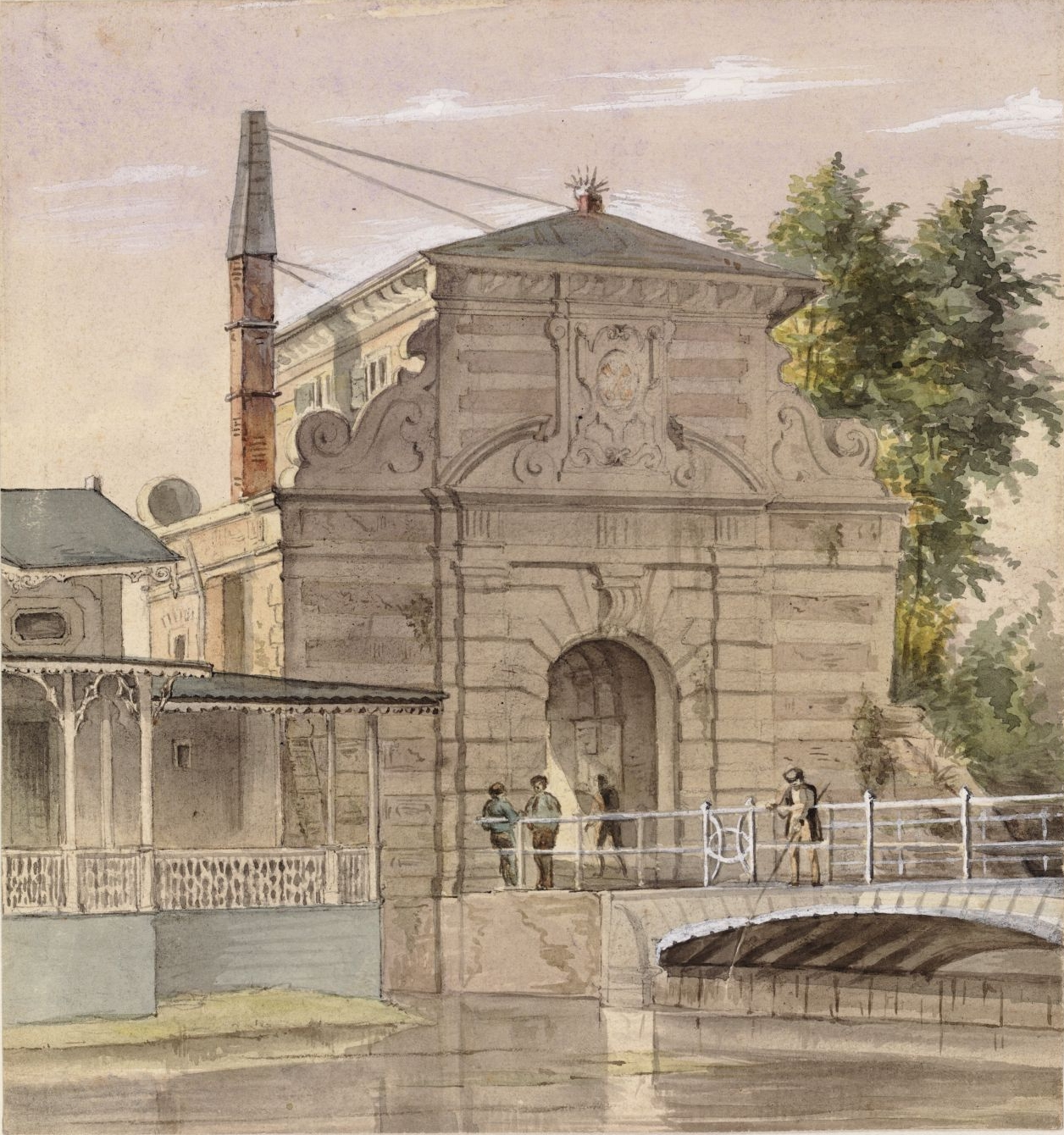
Aquarel van Jan Elias Kikkert (1843-1925) met de Rijnsburgerpoort vanaf de Singelzijde uit ca. 1859-1864. Links bevindt zich de Buitensociëteit Amicitia, een ontwerp van J.W. Schaap.

De Rijnsburgerpoort is een voormalige stadspoort in de Nederlandse stad Leiden. De poort bevond zich aan de noordwestkant van de stad, aan het eind van de huidige Steenstraat, ter hoogte van het Wereldmuseum. Voor de poort lag een brug over de Rijnsburgersingel. Op die plek ligt nu de Rijnsburgerbrug. De poort werd in 1632-33 gebouwd naar een ontwerp van Jan Jacobsz. van Banchem en ontleende zijn naam aan het feit dat de weg die hier de stad uitvoerde richting Rijnsburg liep. De poort werd ook wel Haerlemmerpoort genoemd. De stadspoort werd in 1864 afgebroken.

## De stadsuitbreiding van 1611
In 1611 werd Leiden aan de noorwestzijde uitgebreid met een nieuw stadsdeel. Tot dan hadden het Galgewater, de Blauwpoortshaven en de Oude Vest de noordelijke stadsgrens gemarkeerd. Toegang tot Leiden was in deze hoek van de stad mogelijk door de Blauwpoort. Deze stadspoort bevond zich aan het begin van de Haarlemmerstraat en stond ook wel bekend als de Oude Rijnsburgerpoort. De bouw van deze poort was pas in 1610 afgerond en het bouwwerk was dus nog gloednieuw toen hij met de stadsuitbreiding overbodig werd. Desondanks werd hij pas in 1734 gesloopt en had Leiden dus tussen 1611 en dat jaar twee Rijnsburgerpoorten: een oude en een nieuwe.
Bij de stadsuitbreiding werd de stad vergroot tot aan de Mors-, Rijnsburger- en Maresingel. De Oude Herengracht vormde aan de oostkant voorlopig nog de stadsgrens. Bij de brug over de Rijnsburgersingel werd voorlopig een houten stadspoort gebouwd. Hoe deze poort eruit heeft gezien is onbekend.

## De bouw van de poort in 1632

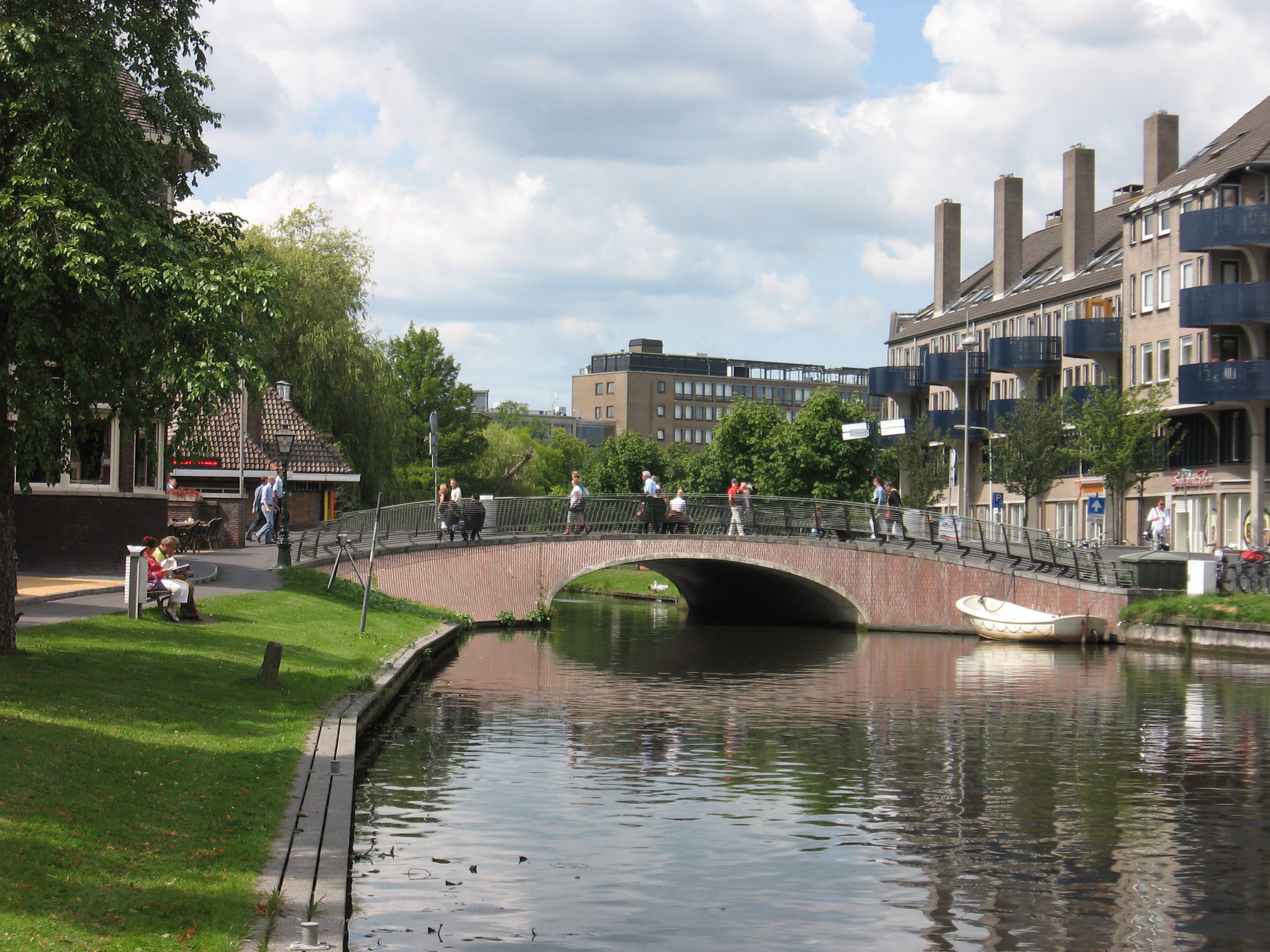
De Rijnsburgerbrug in 2009. Links bevond zich de Rijnsburgerpoort.

In 1631 werd besloten de houten Rijnsburgerpoort door een permanenter exemplaar te vervangen. Jan Jacobsz. van Banchem kreeg de opdracht een ontwerp te maken. Van Banchem was de fabryckmeester van de stad en stond daarmee aan het hoofd van het stedelijk bouwbedrijf. Bovendien was hij als tresorier extra-ordinaris het lid van het vroedschap dat verantwoordelijk was voor de uitvoer van de openbare werken. Hij tekende een ontwerp met een ruitvormige plattegrond zodat de poort goed aansloot op de Steenstraat, die niet haaks op de singel stond. Het werk werd op 2 april 1631 aanbesteed. Er was in eerste instantie ingezet op 10.000 gulden, een bedrag dat verhoogd werd tot f 13.000 maar ook voor die prijs was niemand bereid de bouw op zich te nemen. Uiteindelijk werd de bouw voor 14.500 gulden gegund aan de stadsmetselaar Hendrick Cornelisz. van Bilderbeeck. Begin 1633 was de poort gereed.

## Het uiterlijk van de poort
De Rijnsburgerpoort mat 36 Rijnlandse voet bij 36 voet en 4 Rijnlandse duim (ongeveer 11,4 m). Op de gedrongen onderbouw bevond zich een attiek met aan weerszijden klauwstukken en gedekt met een schilddak. De poortopeningen waren aan de stads- en veldzijde omlijst met rusticawerk. Direct tegen de poortopening bevonden zich aan de stadszijde zware halfzuilen uit afwisselend ronde en vierkante trommels, die bekroond werden met vazen. Hiertussen bevond zich boven de poortopening een cartouche met het stadswapen. De sluitsteen in de boog boven de poortopening doorbrak de bovenliggende kroonlijst met daarop het opschrift 'ANNO 1632'. Aan de veldzijde werd de opening omzoomd met pilasters uit afwisselend bak- en natuursteen. Daarboven was een kroonlijst gedecoreerd met trigliefen die een gebroken fronton droeg. Daarin bevond zich ook aan deze zijde een cartouche met het stadswapen. De poort was voorzien van twee paar dubbele deuren.

## Sloop in de negentiende eeuw
Nadat Leiden in 1842 aangesloten was op de spoorlijn naar Haarlem en het station net buiten de Rijnsburgerpoort voltooid was, werd het verkeer aan deze kant van de stad steeds intensiever. De poort werd meer en meer een obstakel en uiteindelijk werd hij in 1864 gesloopt.
Bestaand:
Morspoort ·
Zijlpoort

Verdwenen:
Blauwpoort (voormalige Lopsenpoort) ·
Herenpoort ·
Hogewoerdsbinnenpoort ·
Hogewoerdsbuitenpoort ·
Koepoort ·
Marepoort ·
Oude Zijlpoort ·
Rijnsburgerpoort ·
Witte Poort